# قصر الحكم
قصر الحكم، هو قصر تاريخي سياسي قديم، أنشي القصر في مدينة الرياض في عهد دهام بن دواس في حوالي عام 1160 هـ الموافق 1747م، وقد أصبح القصر فيما بعد مقرا للأمارة والحكم، وفي عهد الإمام تركي بن عبد الله آل سعود مؤسس الدولة السعودية الثانية قام بإعادة بناء قصر الحكم وجعل منه أجنحة وأبراجا وأدخل عليه بعض الإصلاحات والإنشاءات العمرانية، كما شهد القصر أحداثا تاريخية مهمة منذ انشائه حتى يومنا الحالي، وقد كان القصر يُعرف بقصر الشيوخ، ويقع بالقرب منه بيوت أقارب الملك عبد العزيز آل سعود مثل بيت أخيه الأمير محمد بن عبد الرحمن آل سعود الواقع شرقه من ناحية الصفاة.

## تطور البناء
أنشي القصر في مدينة الرياض في عهد دهام بن دواس في حوالي عام 1160 هـ الموافق 1747م.

## الدولة السعودية الثانية
وفي عهد الإمام تركي بن عبد الله آل سعود مؤسس الدولة السعودية الثانية قام بإعادة بناء قصر الحكم وجعل منه أجنحة وأبراجا وأدخل عليه بعض الإصلاحات والإنشاءات العمرانية، ثم في عهد الإمام فيصل بن تركي بن عبد الله آل سعود قام بزيادة مساحة قصر الحكم وتحصيناته واتخذ منه الإمام سكنا له ولعائلته، كما أعاد بناء المسجد الجامع وزاد في سعته وأدخل في ساحاته زخارف إسلامية لم تكن معروفة في نجد آنذاك كما وضع ممرا علويا بين المسجد وقصر الحكم، وكان للقصر طرق تؤدى إلى خارج المدينة عن طريق بواباتها الرئيسية، فمن الشرق كان يمتد الطريق من بوابة الثميرى المسماة بدروازة الثميرى إلى القصر مباشرة، كما تؤدى بوابة دخنة المسماة بدروازة دخنة إلى القصر من الناحية الجنوبية، وتؤدى البوابة الشمالية المسماة بوابة آل سويلم إلى القصر مباشرة، ومن الغرب تؤدى البوابة المسـماة بوابة المريقب إلى القصر من الناحية الغربية .

## الملك عبد العزيز
في عام 1327 هـ قام الملك عبد العزيز بعد أن أرسى قواعد الحكم بإعادة بناء قصر الحكم وذلك بترميم بعض أجزائه وبناء أسواره ومجالسه وملحقاته على أنقاض قصر الإمامين تركي وفيصل، وقد فرغ الملك عبد العزيز من بناء هذا القصر في عام 1330 هـ تقريبا، كذلك بنى الملك عبد العزيز ثلاثة جسور مسقوفة تربط القصر ببعض المرافق والمنشآت القريبة، أحدها يصل إلى المسجد بجامع الإمام تركي بن عبد الله ليؤدى الملك صلاة الجمعة فيه، والجسر الثاني يمتد من منتصف القصر من الناحية الشمالية، أما الجسر الثالث فهو يمتد من القصر إلى بيوت العوائل وإلى قصر والده الإمام عبد الرحمن شرقي قصر الحكم، وقد بقى الملك عبد العزيز يقيم في القصر ويدير شؤون الحكم من خلاله مدة تزيد على الثلاثين عام، حيث انتقل في عام 1357 هـ بجميع عائلته وجزء من دوائره إلى قصور المربع شمال مدينة الرياض، لكن القصر استمر في ممارسة وظائفه الإدارية حتى آخر حياة الملك عبد العزيز، وكان الملك عبد العزيز والملك سعود من بعده يزوران القصر يوميا ويقضيان وقتا طويلا فيه لمزاولة مهام الحكم.
كان قصر الحكم في تلك الفترة أكبر بناية في الرياض، و كانت مساحته تزيد عن خمسة عشر ألف متر مربع وقد بني كغيره من مباني الرياض وبيوتها بمواد اللبن والطين، ويشتمل القصر على بعض القلاع القديمة، وكان قصر الحكم في عهد الملك عبد العزيز يتكون من طابقين وأربعة أجنحة تمتد من وسط القصر إلى الجهات الأربع، كل جناح من هذه الأجنحة يتكون من غرف واسعة وقاعات وسلالم وباحات، وأوسع هذه الأجنحة وأهمها الجناح الشمالي حيث توجد في الطابق الأرضي منه مخازن كبيرة مملوءة بالمواد الغذائية المختلفة اللازمة للتموين، أما الجناحان الجنوبي والشرقي من القصر فكان فيهما مكاتب ومستلزمات الشؤون الداخلية الخاصة وإدارة جيش المجاهدين ومساكن الحراس وخدم القصر، وكانت أعمال الديوان الملكي تتم في الطابق الأول من الجناح الشمالي الذي كان يحتوى على غرفة بلاط الملك ومجلسه الخاص ومجلسه العام، وكان في داخل القصر وفي خارجه عدد من الدكك المبنية من الطين ليجلس عليها المراجعون والوافدون من رجال القبائل والزوار وأصحاب الحاجات، أما أعظم معالم القصر فهي أبراجه الأربعة وقد بدأت وسائل الراحة تدخل هذا القصر تدريجيا، ففي عام 1350 هـ أنير هذا القصر بثلاث مكائن مولدة للكهرباء وضعت في حجرة واسعة بالطابق الأرضي للقصر.
كان للقصر بوابتان كبيرتان تقع إحداهما في شرق القصر بارتفاع قدره ثلاثة أمتار وعرضها أربعة أمتار، وتدعى هذه البوابة باب أبو عشرة نسبة إلى حارس الباب ولهذا الباب فتحة صغيرة تظل مفتوحة لسكان القصر عند قفل الباب الكبير ليلا، وتقع البوابة الثانية في شمال القصر في منتصفه تقريبا ويعلوها برج مرتفع، ويبلغ ارتفاعها ثلاثة أمتار وعرضها أربعة أمتار، وتدعى هذه البوابة باب ابن عصفور نسبة إلى حارس هذا الباب الذي كان مخصصا لدخول الدواوين والبلاط الملكي والمخازن الملكية والضيافة، وكذلك كان قصر الحكم يضم مدرسة الأبناء (أنجال جلالة الملك عبد العزيز) والمكونة من ثلاثة فصول أو أربعة وكان يدرس فيها جميع المواد الدراسية المدنية الشائعة آنذاك، وتقع هذه المدرسة في الطابق الأول من غربي القصر حيث يقع برج كبير في الجزء الشمالي الغربي منه .
كما كان هذا القصر يضم خزانة الكتب المطبوعة والمخطوطة التي توزع مجانا على طلبة العلم والمستفيدين إلى جانب مكتبة الملك عبد العزيز في الطابق الأول وهي تضم نوادر من المخطوطات القيمة التي ورثها الملك عبد العزيز عن آبائه بالإضافة إلى ما كان يرد إلى الملك عبد العزيز من كتب عن طريق الإهداء أو الشراء.

## القصر حاليا
تحت اشراف الهيئة العليا لتطوير مدينة الرياض أعيد بناء القصر في موقعه السابق على أرض مساحتها 11,500 متر مربع، وقد استلهم تصميم القصر من الملامح التقليدية لعمارة المنطقة، حيث يبدو ظاهريا كأنه مؤلف من جزأين: أحدهما جنوبي يتكون من ستة أدوار على هيئة قلعة ذات أسوار وأربعة أبراج في أركانها ترمز ضخامتها إلى القوة والمنعة، إضافة إلى برج خامس في الوسط يشكل مصدر إضاءة وتهوية للأفنية والمكاتب الواقعة تحته، ويلتصق بهذا البرج من جهة الشمال بجزء آخر مؤلف من خمسة أدوار، الواجهات الخارجية لهذا القصر شبه مصمتة، فيما تنتشر داخله سلسلة من الفراغات والأفنية المتنوعة الأحجام موزعة توزيعا مرنا يعطي إحساسا بالرحابة والسعة.
ويضم الدور الأول من القصر مجلسا ملكيا تبلغ مساحته 2000 متر مربع وارتفاعه 14 متر، وشيد على جانبي هذا المجلس صفوف من الأعمدة المغطاة بالرخام، وقد زينت جدرانه بزخارف ونقوش على الطراز المحلي، كما يضم أيضا مكتبا لملك المملكة العربية السعودية ومجالس ملحقة به وصالة رئيسية للطعام تبلغ مساحتها 1120 مترا مربعا، إضافة إلى مجالس وقاعات وملاحق أخرى، كما يضم الدور الأول مكتب لأمير منطقة الرياض ومجلساً يستقبل فيه المواطنين، وجناحا خاصا للأمير وقاعة اجتماعات وصالة طعام، أما الأدوار العلوية من القصر فتضم مكاتب للإداريين وقاعة للاجتماعات وأخرى للمحاضرات تتسع لحوالي 185 شخص مجهزة بنظام للترجمة الفورية ووسائل سمعية وبصرية ولعرض الأفلام وعروض الشرائح.